# 女の一代記
『女の一代記』シリーズ（おんなのいちだいき）は、2005年11月24日から11月26日に放送（いずれも21時から）のフジテレビ制作の3夜連続特別ドラマ。
視聴率は、第1夜「瀬戸内寂聴・出家とは生きながら死ぬこと」18.5%、第2夜「越路吹雪・愛の生涯」19.8%、第3夜「杉村春子・悪女の一生」15.9%とすべてにおいて高視聴率を記録した。2007年1月12日に菅野美穂主演で「女の一代記『向井千秋〜夢を宇宙に追いかけた人〜』」も放送された。　

## 内容
明治・大正・昭和生まれの女性を主人公に、その生き方を描く作品。

### 瀬戸内寂聴
宮沢りえ主演『瀬戸内寂聴・出家とは生きながら死ぬこと』（通常編成番組：とんねるずのみなさんのおかげでした、大奥〜華の乱〜）2005年11月24日放送。
若かりし頃の激情の日々から出家に至る心の静寂を得るまでの壮絶な人間ドラマ。瀬戸内がなぜ仏門に入ったのか、その謎に迫る。宮沢りえが特殊メイクで髪の毛をなくした写真が話題となった。
また、放送直前には瀬戸内本人が母校である徳島県立城東高等学校を訪れ、放送内容の真実などを語った公演を行っている。

### 越路吹雪
天海祐希主演『越路吹雪・愛の生涯〜この命燃えつきるまで私は歌う〜』（通常編成番組：金曜エンタテイメント）2005年11月25日放送。
- タカラヅカが生んだシャンソンの女王・越路吹雪を描いた。
- 華麗な姿からは想像もつかない大スターの苦悩や孤独、私生活、約30年間マネージャーだった作詞家・岩谷時子との信頼関係などを描いた。
- 越路と同じく元宝塚トップスターの天海が、退団以来歌やダンスの実力をドラマで初めて披露。
- 越路吹雪が生前着ていた実物のコートや、イタリア高級宝飾品ブランドBVLGARIの約1億円のアクセサリーなどに身を包み、「愛の讃歌」「ろくでなし」などの代表曲を熱唱した。
- コートは黒柳徹子が越路の遺品分けでもらった物を提供。BVLGARIのアクセサリーは日本のドラマでは初めての貸し出しだった。
- 岩谷時子が2013年10月25日に逝去した事を受け、岩谷の追悼番組として2013年11月4日（月・祝日）の14:00 - 15:50にドラマチックα（関東ローカル）枠にて急遽再放送（再編集）が決まった。
- 番組で使用された曲などを集めたCDを、没後25年企画「愛の生涯」として発売。東芝EMI、TOCT-25826 2005年11月2日発売

### 杉村春子
米倉涼子主演『悪女の一生〜芝居と結婚した女優 杉村春子の生涯〜』（通常編成番組：プレミアムステージ）2005年11月26日放送。
- 日本の演劇史上最初で最後の大女優・杉村春子。
- 彼女の未だ知られざる人生が初めて浮き彫りに。
- 酒も煙草もやらず、愛する人との別れを乗り越え仕事に打ち込んだ杉村のひたすら恋と仕事に全力投球した生涯に迫った。

### 向井千秋（特別番組）
菅野美穂主演 『向井千秋〜夢を宇宙に追いかけた人〜』（通常編成番組：金曜プレステージ）2007年1月12日放送。

## 主題歌
- 中島みゆき「命のリレー」（ヤマハ・ミュージック・コミュニケーションズ）
  - ※アルバム『転生 TEN-SEI』収録曲

## 出演

### 第1夜・瀬戸内寂聴『出家とは生きながら死ぬこと』
- 瀬戸内 晴美（寂聴） - 宮沢りえ
- 小杉 慎吾 - 阿部寛
- 木下 凉太 - 中村勘太郎
- 佐伯 十三 - 火野正平
- 瀬戸内 コハル - 市毛良枝
- 今東光 - 伊武雅刀
- 楠本 淳 - 佐野史郎
- 河野 ユキ ‐ 杉村暁
- 牧野編集長 ‐ 正名僕蔵
- 丹羽文雄 ‐ 飯田基祐
- 田淵 孝志 ‐ 小市慢太郎
- 瀬戸内 豊吉 - 大杉漣
- 瀬戸内 艶 - 斉藤由貴（特別出演）
- 小俣 きん - 泉ピン子（特別出演）
- 菊池均也、徳井優、久保田磨希、俵木藤汰、鈴木修平、柚原旬、藤田瞳子、谷津勲　ほか

### 第2夜・越路吹雪『愛の生涯〜この命燃えつきるまで私は歌う〜』
- 越路吹雪 - 天海祐希：昭和の大スター
- 岩谷時子 - 松下由樹：越路のマネージャー兼作詞家
- 内藤法美 - 小澤征悦：越路の夫、音楽家
- キャバレーの支配人 - 渡辺哲
- 吉岡 - 田山涼成：越路の麻雀仲間
- 宝塚歌劇団出版部編集長 - 温水洋一
- 越路吹雪（15歳少女時代） - 新垣結衣
- 花屋 - 田中圭
- 太田和子 - 上原美佐：お手伝い
- 優子 - 須藤理彩：越路吹雪のファン
- 昌子 - 酒井麻吏：越路吹雪のファン
- えり子 - 宮田早苗：越路吹雪のファン
- 今日出海 - 久保晶
- 小林秀雄 - ト字たかお
- 岩谷 秋子 - 北村昌子
- その他 - 阿南健治、石井康太、春海四方、市川勇、野村信次、唐木ちえみ
- 特別出演 
  - 黛敏郎 - 谷原章介：作曲家
  - 山本紫朗 - 鶴見辰吾：日劇の演出家
  - 阿部 - 原田泰造：越路の麻雀仲間
  - 松岡辰郎 - 田村亮：東宝株式会社社長
  - 藤本真澄 - 風間杜夫：藤本プロ社長・東宝重役

### 第3夜・杉村春子『悪女の一生〜芝居と結婚した女優・杉村春子の生涯〜』
- 杉村 春子 - 米倉涼子（少女時代：江澤璃奈）
- 森本薫 - 柳葉敏郎
- 長広 岸郎 - 山口達也（当時TOKIO）
- 石山 季彦 - 成宮寛貴
- 田上 冬子 - 杉田かおる
- 小川 康生 - 板尾創路
- 中野 ヤス ‐ 銀粉蝶
- 太地喜和子 - ソニン ほか

### 特別編『向井千秋〜夢を宇宙に追いかけた人〜』
- 向井 千秋 - 森迫永依→菅野美穂
- 向井 万起男 - 石黒賢
- 内藤 智晴 - 櫻井詩月→加藤ローサ
- 内藤 裕文 - 早川恭崇
- 内藤 雅文 - 丸山歩夢
- 毛利 衛 - 辻義人
- 土井 隆雄 - 羽根田陽一
- 栗橋教授 - 森本レオ
- 杉本 - 西村雅彦
- 内藤 喜久男 - 井上順
- 内藤 ミツ - 吉行和子

## スタッフ
共通スタッフ
- シリーズ制作統括：大多亮、石原隆
- シリーズ企画：喜多麗子、中村百合子
- 編成企画：和田行、松崎容子

### 第1夜・瀬戸内寂聴『出家とは生きながら死ぬこと』
- 原作：瀬戸内寂聴『場所』（新潮社刊）
- 脚本：神山由美子
- 演出：星田良子
- 音楽：窪田ミナ（一部楽曲が、第2夜でも転用）
- 特殊メイク：中洲プロ（森田誠、関根喜美子）
- 方言指導：大地睦美、俳協
- 技術協力：バスク
- 美術協力：フジアール
- 大道具：東宝舞台
- スタジオ：緑山スタジオ・シティ
- 写真提供：勝山泰佑、東宝
- 資料提供：リキエンタープライズ、山本晴子、国書刊行会
- 書籍協力：マガジンハウス、桃園書房、双葉社
- 映像協力：宣弘企画
- プロデューサー：中村百合子、鈴木伸太郎／永井麗子
- 制作：フジテレビ、ベイシス

### 第2夜・越路吹雪『愛の生涯〜この命燃えつきるまで私は歌う〜』
- 原案：岩谷時子『愛と哀しみのルフラン』（講談社刊）
- 題字：黒柳徹子
- 脚本：水谷龍二
- 演出：永山耕三
- プロデューサー：喜多麗子
- 振付：川崎悦子
- 劇中「ミュージックフェア」演出：深瀬雄介
- 歌唱指導：楊淑美
- 舞台衣装デザイン：小峰リリー
- 文芸協力：永田優子
- 脚本協力：金房実加
- 技術協力：バスク
- スタジオ：渋谷ビデオスタジオ
- ロケ協力：日生劇場、学士会館、日立市、茂木町、いばらきフィルムコミッション ほか
- 資料協力：日本放送協会、池田文庫、毎日新聞社
- 協力：BVLGARI、東芝EMI、フジパシフィック音楽出版、株式会社ビーエムアイ、東宝、宝塚歌劇団、草野浩二、下河辺晴三、内藤音楽事務所

### 第3夜・杉村春子『悪女の一生〜芝居と結婚した女優・杉村春子の生涯〜』
- 原案：中丸美繪『杉村春子　女優として、女として』（文藝春秋刊）
- 脚本：林宏司
- プロデューサー：西岡善信（映像京都）、酒井実（映像京都）／塚田洋子
- 演出：平野眞
- プロデュース：栗原美和子
- 制作協力：映像京都

### 特別編『向井千秋 〜夢を宇宙に追いかけた人〜』
- 原作:向井万起男『君について行こう』『続・君について行こう 女房が宇宙を飛んだ』（講談社刊）
- 脚本:折戸伸弘
- 企画:大山勝美（カズモ）、中村百合子／喜多麗子（企画協力）
- 音楽:大島ミチル
- プロデュース:牧野正、東康之
- 演出:鈴木雅之